# باري دالاس
باري دالاس (بالإنجليزية: Barry Dallas)‏ هو سياسي نيوزلندي، ولد في 1 ديسمبر 1926 في نيوزيلندا، وتوفي في 21 أبريل 1992. حزبياً، نشط في الحزب الوطني في نيوزيلندا.